# مغالطه طلب برهان از مخالفان
مغالطه طلب برهان از مخالفین یا انتقال بار اثبات (به انگلیسی:Shifting the Burden of Proof) نوعی مغالطه است که در آن مغالطه‌کار ادعایی را بدون استدلال مطرح می‌کند و از دیگران می‌خواهد که اگر کسی مخالف است، آن را ابطال نماید و دلیلی بر ضد آن ارائه دهد. پیش‌فرض این مغالطه آن است که هرچیز را می‌توان پذیرفت مگر این که مخالف آن ثابت شود؛ در حالی‌که درست آن است که هیچ چیزی را نمی‌توان پذیرفت مگر آن که خود آن اثبات شود.
برخی گمان می‌کنند که کسی که می‌گوید «ثابت کن این‌طور است» با کسی که می‌گوید «ثابت کن این‌طور نیست» فرقی ندارد؛ در حالی که اولی در حقیقت می‌گوید «اگر ادعایی می‌کنی، دلیلی بیاور» در حالی که دومی انتظار دارد مدعایش بدون دلیل پذیرفته شود و فقط اگر دلیل ردی بر آن پیدا شد، آن را کنار بگذارد.
- مثال معروفی که در کتب سنتی نقل کرده‌اند:

از ملانصرالدین پرسیدند مرکز زمین کجاست. ملانصرالدین گفت: «همین‌جا که ایستاده‌ام». مردم گفتند: «چرا؟» گفت: «اگر باور ندارید، اندازه بگیرید!»
- در مورد اثبات وجود خدا نیز چنین مغالطه‌ای رایج است:
" تو دلیلی برای عدم وجود خدا نداری، پس واضح است که خدا وجود دارد. "

جمله بالا، مغالطه است؛ زیرا طبق منطق، بار اثبات بر دوش مدعی است و ادعای وجود هر چیزی نیاز به اثبات دارد.
و ادعای وجود خدا نیز از این قاعده مستثنی نیست.
اگر کسی مدعی وجود خدا شود، باید این دعوی را ثابت کند.
لازم است بدانیم که اگر کسی نتوانست قضیه‌ای را مدلل گرداند، بی‌شک حق دارد آن را محتمل نشمارد، ولی منطقاً حق ندارد، از مخالفان طلب برهان کند.